# Bettrechies
Bettrechies ist eine französische Gemeinde mit 254 Einwohnern (Stand 1. Januar 2022) im Département Nord in der Region Hauts-de-France. Sie gehört zum Kanton Aulnoye-Aymeries im Arrondissement Avesnes-sur-Helpe.

## Geografie
Die Gemeinde Bettrechies liegt an der Grenze zu Belgien, etwa auf halbem Weg zwischen den Städten Valenciennes und Maubeuge. Im Norden bildet der Hogneau die Gemeindegrenze. Bettrechies grenzt im Norden an Gussignies, im Osten an Bellignies, im Süden an Saint-Waast, im Südwesten an La Flamengrie und im Westen an Honnelles (Belgien).

## Bevölkerungsentwicklung
| Jahr                       | 1962 | 1968 | 1975 | 1982 | 1990 | 1999 | 2008 | 2013 | 2020 |
| Einwohner                  | 297  | 270  | 253  | 286  | 235  | 246  | 243  | 252  | 259  |
| Quellen: Cassini und INSEE |      |      |      |      |      |      |      |      |      |

## Sehenswürdigkeiten

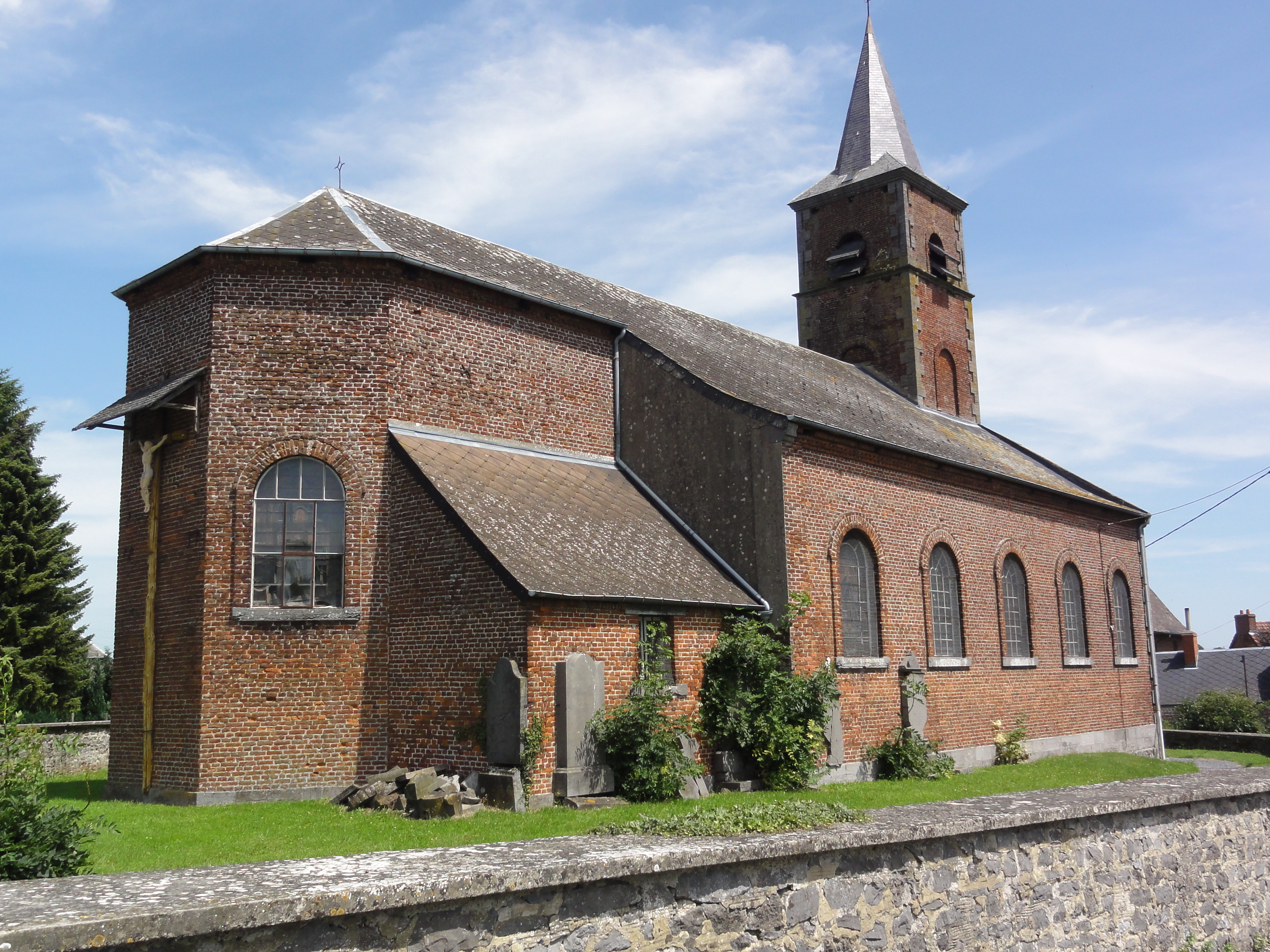
Kirche Saint-Martin
- Kriegerdenkmal
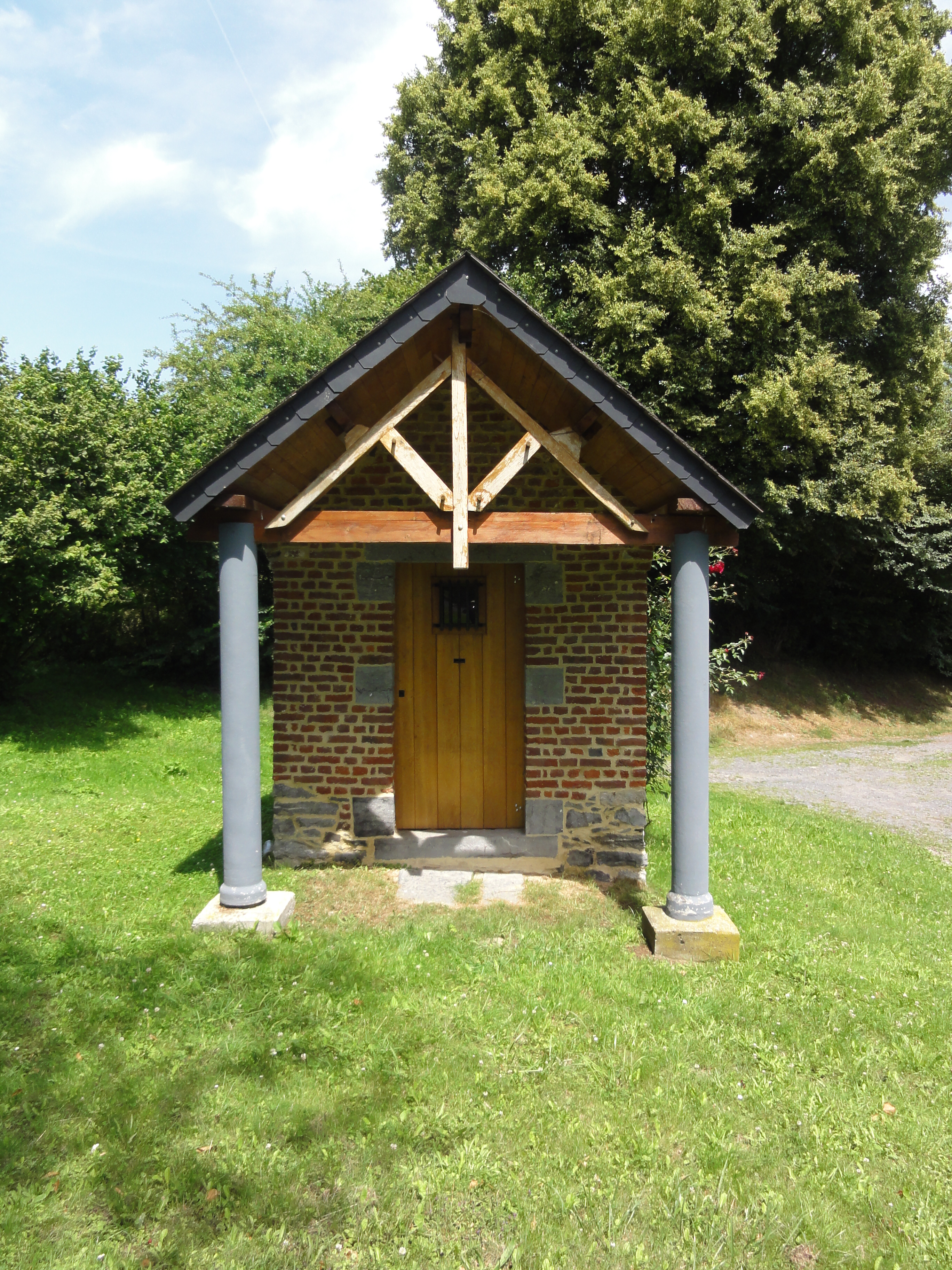
Oratorium
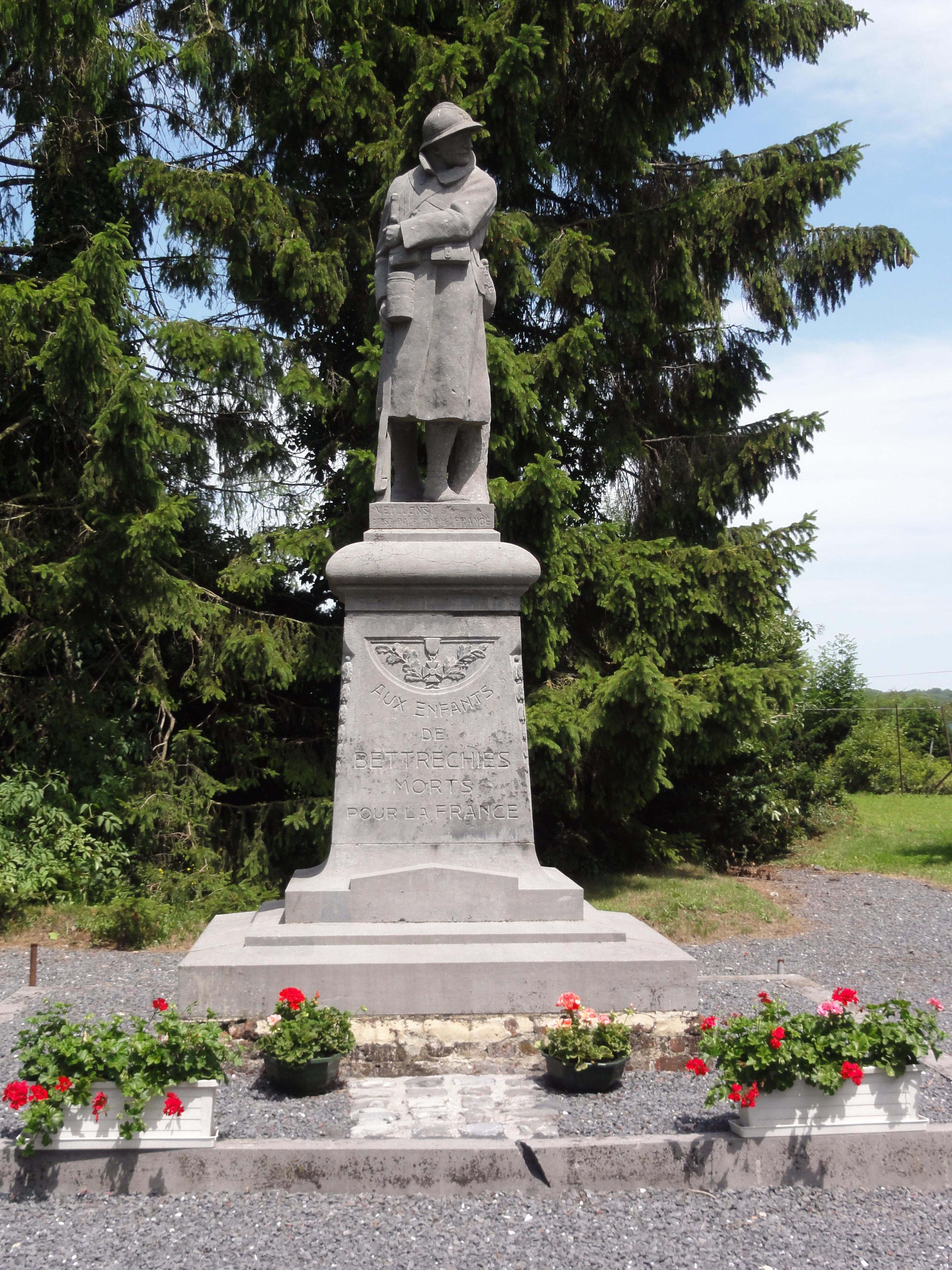
Gefallenendenkmal

- Kirche Saint-Martin
- Oratorium
- Gefallenendenkmal

## Persönlichkeiten
- Daniel Vincent (1874–1946), Minister der 3. Republik.